# Andreas Fleischmann
Andreas Fleischmann ( 1980 ) es un botánico, arqueólogo, micólogo alemán. Ha trabajado en la sistemática y evolución de las familias de plantas carnívoras, especialmente Droseraceae y Lentibulariaceae; y sobre la flora de las Tierras Altas de Guayana, especialmente Droseraceae, Lentibulariaceae, Sarraceniaceae, Polygala, Xyris, Burmannia.

## Algunas publicaciones
- Schäferhoff, B., Fleischmann, A., Fischer, E., Albach, D.C., Borsch, T., Heubl, G. & Müller, K.F. 2010. Towards resolving Lamiales relationships: insights from rapidly evolving chloroplast sequences. BMC Evolutionary Biology (remitido)

- Fleischmann, A., Schäferhoff, B., Heubl, G., Rivadavia, F., Barthlott, W. & Müller, K.F. 2010. Phylogenetics and character evolution in the carnivorous plant genus Genlisea A.St.-Hil. (Lentibulariaceae). Molecular Phylogenetics and Evolution 56: 768-783. [doi:10.1016/j.ympev.2010.03.009]

- ---------. 2010. La coltivazione del genere Genlisea. AIPC Magazine 17: 22-25

- ---------, S. McPherson. 2010. Some ecological notes on Heliamphora (Sarraceniaceae) from Ptari-tepui. Carniflora Australis 7(2): 19-31

- ---------, A. Wistuba, J. Nerz. 2009. Three new species of Heliamphora (Sarraceniaceae) from the Guayana Highlands of Venezuela. Willdenowia 39(2): 273-283. pdf

- ---------, G. Heubl. 2009. Overcoming DNA extraction problems from carnivorous plants. Anales del Jardín Botánico de Madrid 66 (2): 209-215. pdf

- ---------. 2009. Coltivare le drosere sudamericane. AIPC Magazine 15: 22-30

- Rivadavia, F., Vicentini, A. & Fleischmann, A. 2009. A new species of sundew (Drosera, Droseraceae), with water-dispersed seed, from the floodplains of the northern Amazon basin, Brazil. Ecotropica 15: 13-21. pdf

- Fleischmann, A.; Rivadavia, F. 2009. Utricularia rostrata (Lentibulariaceae), a new species from the Chapada Diamantina, Brazil. Kew Bull. 64(1): 155-159. pdf (enlace roto disponible en Internet Archive; véase el historial, la primera versión y la última).

- ---------, C.C. Lee. 2009. A new variety of Drosera spatulata (Droseraceae) from Sarawak, Borneo. Carniv. Pl. Newslett. 38(1):4-9. online

- Robinson, A.S., Fleischmann, A., McPherson, S., Heinrich, V., Gironella, E.P., Pena, C.Q. 2009. A spectacular new species of Nepenthes L. (Nepenthaceae) pitcher plant from central Palawan, Philippines. Botanical J. of the Linnean Soc. 159(2): 195-202 pdf

- La abreviatura «A.Fleischm.» se emplea para indicar a Andreas Fleischmann como autoridad en la descripción y clasificación científica de los vegetales.[1]